# Tom Jensen (skuespiller)
 For alternative betydninger, se Tom Jensen. (Se også artikler, som begynder med Tom Jensen)
Tom Jensen (født 30. November 1965) er en dansk skuespiller.
Han er uddannet på Statens Teaterskole og har siden 1995 været ansat på Det Kgl. Teater og medvirket i en række film. I 2010 vandt han Årets Dirch for sin medvirken i Nykøbing F. Revyen. Tom Jensen fik sit gennembrud i rollen som Prøve-Knud over for Peter Mygind i programmet "Score-Kaj".

## Filmografi
- Ved vejen
- Roser og persille
- Kun en pige
- Tid til forandring
- Allegro
- Anja og Viktor - i medgang og modgang
- Monsterjægerne
- Dirch
- Klassefesten
- Eventyret om Askepot  - Storhertugen (stemme)
- I Hegnet
- Wonderful Copenhagen